# 라이온 수호대
《라이온 수호대》(영어: The Lion Guard)는 미국의 텔레비전 애니메이션이다. 1994년 《라이온 킹》을 바탕으로 한 작품으로, 창작자는 《특수요원 오소》의 포드 라일리가 기획하였다. 본래 2015년 11월 22일에 디즈니 채널을 통해 텔레비전 영화 《라이온 수호대: 돌아온 전설》(The Lion Guard: Return of the Roar)로 방영되었으며, 2016년 1월 15일 디즈니 주니어와 디즈니 채널을 통해 애니메이션 시리즈가 방송되고 있다.

## 등장인물

### 원본판
- 카이온 - 맥스 찰리
- 벙가 - 조슈아 러시
- 홀리 - 다이아몬드 화이트
- 하센 - 듀산 브라운
- 오노 - 애티커스 샤퍼
- 키아라 - 에덴 리걸
- 심바 - 롭 로
- 날라 - 개브리엘 유니언
- 무파사 - 제임스 얼 존스
- 티몬 - 케빈 스콘
- 품바 - 어니 사벨라
- 자주 - 제프 베넷
- 잔자 - 앤드류 키시노
- 치지 - 바거스 메이슨
- 청구 - 케빈 스콘
- 네네 - 보 블랙
- 타노 - 디 브래들리 베이커
- 기타배역 - 카리 월그런,루시 테일러,린제이 토렌스,제시카 디치코,비비안 이,샘 라바리뇨

### 한국어판
- 카이온 - 이용신
- 벙가 - 김율
- 훌리 - 소연
- 하센 - 홍수정
- 오노 - 안용욱
- 키아라 - 사문영
- 심바 - 김승준
- 날라 - 서혜정
- 무파사 - 유강진
- 자주 - 탁원제
- 라파키 - 장승길
- 티몬 - 장광
- 품바 - 송용태
- 잔자 - 위훈
- 차지 - 사성웅
- 청구 - 서문석
- 네네 - 안용욱
- 타노 - 오인성
- 기타배역 - 이지현, 이장원, 이광수, 송준석

## 우리말 연출
- 더빙 스튜디오 : 애드원
- 믹싱 스튜디오 : 애드원
- 음악 감독 : 박원빈
- 연출 :
- 제작총괄 :
- 한국어 제작 : Disney Character Voices International,Inc.
- 기획 : 디즈니채널코리아(유)